# Александр Меєр
Александр Меєр (нім. Alexander Meier; нар. 17 січня 1983, Бухгольц-ін-дер-Нордгайде) — німецький футболіст, нападник, насамперед відомий виступами за «Айнтрахт» (Франкфурт-на-Майні).
Виступав також «Санкт-Паулі» та «Гамбург», молодіжну збірну Німеччини.

## Клубна кар'єра
У дорослому футболі дебютував 2001 року виступами за команду клубу «Санкт-Паулі», в якій провів два сезони, взявши участь у 25 матчах чемпіонату. 
Своєю грою за цю команду привернув увагу представників тренерського штабу клубу «Гамбург», до складу якого приєднався 2003 року. Відіграв за гамбурзький клуб наступний сезон своєї ігрової кар'єри, в якому лише епізодично виходив на футбольне поле.
До складу клубу «Айнтрахт» приєднався 2004 року і надовго став основною ударною силою в атаці команди. В сезоні 2014–15, забивши в чемпіонаті 19 голів, став найкращим бомбпрдир німецької Бундесліги. 28 травня 2018 року було оголошено, що клуб не подовжуватиме контракт зі своїм досвідченим бомбардиром, і 1 липня того ж року гравець залишив команду, у складі якої протягом чотирнадцяти сезонів взяв участь у 379 матчах в різних турнірах, в яких 137 разів відзначався забитими голами.

## Виступи за збірну
2006 року прові два матчі у складі молодіжної збірної Німеччини.

## Титули і досягнення
- Володар Кубка німецької ліги (1):

«Гамбург»: 2003
- Володар Кубка Німеччини (1):

«Айнтрахт»: 2017-18
- Найкращий бомбардир Бундесліги:

2014–15 (19 голів)